# Udyavara
Udyavara là một thị trấn cảng nằm cách 5 km về phía Nam Udupi, thuộc bang Karnataka, Ấn Độ.